# Prosebné dny

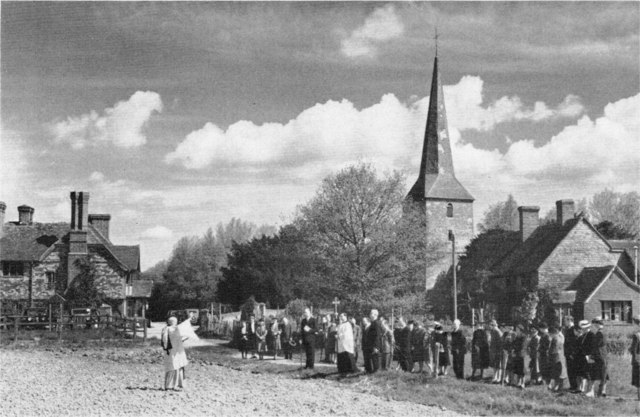
Prosebný průvod v Heveru v hrabství Kent v roce 1967

Prosebné nebo křížové dny jsou v křesťanské tradici dny tradičně spojené s posty, procesími či společnými obřady s prosebnými modlitbami. Byly oblíbené zejména mezi zemědělci. Tradičních prosebných dnů bylo několik druhů.

## Prosebné dny s průvodem
Prosebné dny s průvodem, rogationes, měly spíše kající charakter a byly spojeny s venkovními průvody ke kostelům nebo ke kapličkám v polích. Zněly při nich zpěvy a litanie ke všem svatým, prosby za zemskou úrodu, za odvrácení jakéhokoliv nebezpečí, zla a škod, za Boží pomoc a ochranu. Typicky byl v čele průvodu nesen kříž a vpředu šel celebrant oděný ve fialovém pluviálu. V některých českých obcích byla tato tradice živá ještě v polovině 20. století, například v Jindřichově Hradci se konal průvod ještě na sv. Marka roku 1950.
Tzv. starší prosebný průvod. litania maior, se konal 25. dubna, v den svátku svatého evangelisty Marka. Byl zaveden v římské církvi asi ve 4. století, aby pokřešťanštil tradiční pohanské procesí do polí, tzv. amberválie, které se tradičně v tento den konaly s prosbami za ochranu obilovin proti chorobám k uctění bohyně Ceres. O pokřešťanštění tohoto průvodu se zasloužil zejména papež Řehoř I. Veliký. Průvod s litaniemi byl zakončen mší v chrámu svatého Petra.
Mladší prosebný průvod, litaniae minores, pocházel z Galie. Lyonský biskup v roce 469 kvůli zemětřesení a neúrodě nařídil konat po tři dny před slavností Nanebevstoupení Páně prosebné průvody spojené s postem. Kolem roku 800 byl tento průvod zaveden také v Římě a v celé církvi, ale bez postního nařízení.

## Kvatembrové dny
Kvatembrovými dny, zvanými také suché dny, byly vždy středa, pátek a sobota čtyř týdnů v roce, které se přibližně kryjí s počátkem čtyř ročních období. Jejich původ nebyl uspokojivě vysvětlen. Nejstarší zmínky o nich pocházejí ze 4. století. Předpokládá se, že základem mohly být starozákonní postní předpisy, zejména v knihách Zachariáš (8,19) a Joel (2, 12-19).
Byly to vyloženě kající dny, spojené s postem, modlitbami a almužnou. Liturgická barva byla fialová. Kvatembrové dny byly slaveny uvnitř kostelů. Od 5. století byly určeny k udělování různých stupňů kněžského svěcení, od ostiářů až po kněze.
Každý z těchto dnů měl svůj vlastní mešní formulář.
- jarní suché dny: v týdnu po 1. neděli postní
- letní suché dny: po slavnosti Seslání Ducha svatého
- podzimní suché dny: po svátku Povýšení svatého Kříže (14. září)
- zimní suché dny: v adventu po svátku sv. Lucie (13. prosince)

Jarní a zimní byly prosebné, podzimní a letní děkovné.

## Po druhém vatikánském koncilu
Nový řád liturgického roku z roku 1969 říká, že v prosebných dnech se církev modlí za nejrůznější potřeby lidí, především za zemskou úrodu a za požehnání pro lidskou práci, a že tyto dny jsou rovněž příhodné pro veřejné úkony díků. Bližší stanovení termínů, formy a náplně bylo svěřeno biskupským konferencím.